# Wielopole (województwo zachodniopomorskie)
Wielopole (niem. do 1945 r. Feldichen) – osada leśna w Polsce położona w województwie zachodniopomorskim, w powiecie myśliborskim, w gminie Boleszkowice.
W latach 1975–1998 miejscowość administracyjnie należała do województwa gorzowskiego.

## Środowisko przyrodnicze
W okolicy Wielopola znajduje się największy w gminie Boleszkowice kompleks lasów liściastych z bagiennymi olszynami. Na wschód od dawnego śródleśnego folwarku (budynek dworu-rządcówki, pochodzący z 4 ćwierci XIX w., jest opuszczony; na dziedzińcu rośnie okazała lipa o obwodzie 3,5 m) położony jest park podworski. W drzewostanie dominują gatunki liściaste, głównie lipy, akacje, klony, buki, kasztanowce. W parku znajduje się oczko wodne. Obecnie (2014 r.) jest on zaniedbany, układ ścieżki nieczytelny. W pobliżu Wielopola (około 250 m na południowy wschód, przy drodze do Porzecza; oddz. 30 p Leśnictwo Namyślin) znajduje się pomnik przyrody – dąb szypułkowy o obwodzie 5,2 m i wysokości 22 m (uszkodzona korona i pień, większość konarów martwa).

## Historia
- 1536 – miasto Mieszkowice kupiło za 240 florenów od burmistrza i syndyka Frankfurtu nad Odrą, doktora prawa Lorenza (Laurentiusa) Schrecka, tereny łowieckie i bagno Els Bruch, gdzie później założono folwark Feldichen-Goes
- 1608 – folwark wzmiankowany jako Feldigen Gues; należał do kamery (rady) miasta Mieszkowice
- 1815 – Christoph Sydow, dzierżawca wieczysty majątku Feldichen, wypowiedział miastu Bärwalde (Mieszkowice) umowę dzierżawy ze względu na złą sytuację finansową (majątek wcześniej został złupiony przez wojska francuskie)
- w tym samym roku długi po Sydowie spłacił Christian Gottlieb Kühl i stał się nowym dzierżawcą Feldichen
- 1833 – umarł Christian Kühl, dobrami zarządzała jego małżonka Wilhelmine z domu Schwarz przez następne 10 lat
- 1843 – dobra przejął Heinrich Gustav Kühl, syn Christiana i Wilhelminy
- po krótkim czasie Heinrich Gustav Kühl umarł, a Feldichen po raz kolejny przejęła Wilhelmine Kühl
- 1850 – ustanowienie własności poprzez zasiedzenie dzierżawionych dóbr – Feldichen stał się niezależnym majątkiem ziemskim
- 1855 – istnieje majątek (niem. Gut) Feldichen (Feldchen, Feldchengös; 71 mieszkańców) i leśniczówka (niem. Försterei; 7 mieszkańców) o tej nazwie
- 1870 – umarła Wilhelmine Kühl, majątek przejął jej wnuk August Kiele
- 1900/1901 – przebudowa dworku przez Augusta Kiele oraz jego syna Alfreda.
- 1902 – August Kiele przekazał majątek wraz z całym inwentarzem żywym i martwym swojemu synowi, Alfredowi Kiele. Nastąpiła modernizacja majątku – zakupiono nowoczesne urządzenia do prac rolnych i leśnych
- 1907 – pożar strawił część budynków gospodarczych majątku
- 1922 – umarł Alfred Kiele
- 1925 – wydzierżawienie majątku na okres 10 lat
- 1934/35 – majątek przejął Günter Kiele, syn Alfreda, właścicielem pozostała do 1939 formalnie matka Günthera, Klara, wdowa po Alfredzie
- 31 stycznia /1 lutego 1945 – opuszczenie majątku przez rodzinę Kiele i pracowników majątku, stopniowa deportacja i wypędzenie ludności niemieckiej
- 1948 – nadanie majątkowi urzędowej nazwy Wielopole; leśniczówka otrzymała nazwę Konary[2]
- Współcześnie majątek jest opuszczony i popadł w ruinę.

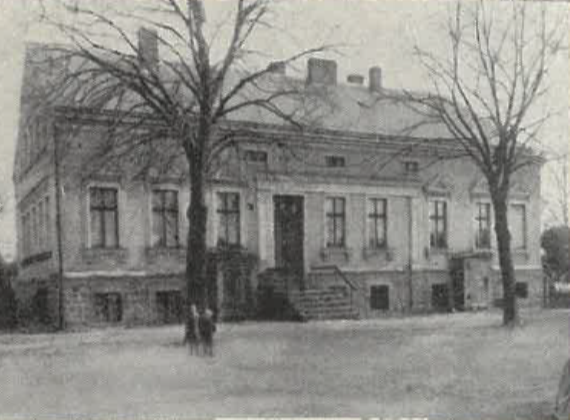
Dworek w Wielopolu przed 1945 rokiem

## Ludność
Ludność w ostatnich trzech stuleciach: